# Vitalic
Vitalic, pseudonimo di Pascal Arbez-Nicolas (Digione, 1º gennaio 1976), è un disc jockey francese.

## Biografia
Compone i suoi primi singoli tra il 1996 e il 1997, che vengono però confinati nella scena underground del teatro musicale elettronico.  Successivamente, diventa buon amico di Michel Amato, anche conosciuto come The Hacker. I due si conoscono al Rex, il "techno temple" di Laurent Garnier. The Hacker gli suggerisce di inviare le sue nuove tracce a DJ Hell, proprietario della Gigolo Records a Monaco di Baviera. Pascal segue il consiglio, e con la International DeeJay Gigolo Records produce il ben noto Poney EP nel 2001, che ha riscosso un notevole successo già dalla sua uscita. Il pezzo La Rock 01, che verrà successivamente incluso nell'album OK Cowboy, riscuote nell'estate del 2001 un gran successo, diventando anche una delle hit del momento. La canzone viene inclusa in numerose compilation. La famosa DJ Miss Kittin la inserisce all'interno del suo mix album On the Road.
Nel 2005 esce l'album di debutto di Vitalic, OK Cowboy con la PIAS Recordings.  Pascal afferma che tutti gli strumenti utilizzati nel disco sono sintetizzati. Il suo sito ufficiale intanto afferma che "l'unica cosa che non può fingere è l'emozione che galvanizza la sua musica".
La sua canzone Trahison contenuta in OK Cowboy è stata utilizzata nel trailer del film francese del 2007 Naissance des Pieuvres. La sua canzone Poney Part 1 è stata successivamente presentata nel film del gruppo Pleix,  Gli uccelli. È stato annunciato dalla Festival Republic che Vitalic avrebbe partecipato sia al Festival di Reading che a quello di Leeds nel Regno Unito nell'agosto 2009.
Il secondo album in studio di Vitalic Flashmob è uscito il 28 settembre 2009. Il primo singolo, Your Disco Song è disponibile per lo streaming sulla pagina MySpace di Vitalic.. Si è parlato molto circa l'influenza dell'album Flashmob sul panorama disco.
Vitalic partecipa al Together Winter Music Festival a Londra, tenutosi all'Alexandra Palace il 26 novembre 2011.
Dal 2012 inizia a proporre inoltre anche il suo live VTLZR, un live fatto con un'imponente struttura di luci alle sue spalle con il quale presenta il suo nuovo album (RAVE AGE).
Il 19 gennaio 2013 presenta in esclusiva il VTLZR LIVE al Viper Club di Firenze.
Il 31 dicembre 2013 si esibisce a Roma nel corso di Amore Music Experience presso la nuova Fiera di Roma.
Nel 2019 a nome Kompromat (progetto composto da Vitalic e da Rebeka Warrior) ha pubblicato l'album Traum und Existenz.

## Discografia

### Album
- OK Cowboy (2005)
- OK Cowboy (two-disc collector's edition) (2006)
- V Live (2007)
- Résumé (DJ mix album, precedentemente intitolato This Is the Sound of Citizen) (2007)
- Flashmob (2009)
- Rave Age (2012)
- Voyager (2017)
- Traum und Existenz come Kompromat (2019)
- Dissidænce (Episode 1) (2021)
- Dissidænce (Episode 2) (2022)

### Singoli / EP
- Poney EP (2001)
- "To L'An-fer From Chicago" (2003)
- "Fanfares" (2004)
- "My Friend Dario" (2005)
- "No Fun" (2005)
- "Bells" (2006) with Linda Lamb
- "Disco Terminateur EP" (2009)
- "Poison Lips" (2009)
- "Second Lives" (2010)
- "Stamina" (2012)
- "Fade Away" (2013)
- "Film Noir EP" (2016)
- "Tu conmigo" feat. La Bien Querida (2017)

### Remix
- "Living On Video"
- "Swany", Lady B (2002)
- "Visions", Slam feat. Dot Allison (2002)
- "Shari Vari", A Number of Names (2002)
- "1982", Miss Kittin & The Hacker (2002)
- "You Are My High", Demon vs. Heartbreaker (2002)
- "Ghost train", Manu le Malin (2002)
- "The Chase", Giorgio Moroder (2003)
- "Cish Cash", Basement Jaxx (2004)
- "Technologic", Daft Punk (2005)
- "Who is it", Björk (2005)
- "What Else is there?", Röyksopp (2005)
- "Go", Moby (2006)
- "Go Ahead", Detroit Grand Pubahs And Dave The Hustler (2006)
- "Ultraviolence", Heartsrevolution (2008)
- "La Cage", Jean-Michel Jarre (2010)

Under the alias DIMA:
- "Fuckeristic EP" Poetry, Soaked and Mobile Square 1999
- "Take A Walk", Bolz Bolz
- "Fadin' Away", The Hacker
- "The Realm", C'hantal
- "You Know", Hustler Pornstar
- "The Essence Of It", Elegia
- "U Know What U Did Last Summer", Hustler Pornstar
- "Ice Breaker", Scratch Massive
- "My Friend Dario", Vitalic (2005)
- "Red X", Useless